# George Kerr (judoka)
George Kerr (24 de agosto de 1937) es un deportista británico que compitió en judo. Ganó cuatro medallas en el Campeonato Europeo de Judo entre los años 1962 y 1967.

## Palmarés internacional
| Campeonato Europeo | Campeonato Europeo    | Campeonato Europeo | Campeonato Europeo |
| Año                | Lugar                 | Medalla            | Categoría          |
| ------------------ | --------------------- | ------------------ | ------------------ |
| 1962               | Essen (RFA)           | Medalla de plata   | Abierta            |
| 1963               | Ginebra (Suiza)       | Medalla de plata   | –80 kg             |
| 1964               | Berlín Oriental (RDA) | Medalla de bronce  | –80 kg             |
| 1967               | Roma (Italia)         | Medalla de plata   | –80 kg             |